# Союз евангельских христиан-баптистов Кыргызстана
Союз евангельских христиан-баптистов Кыргызстана - религиозная организация, объединяющая церкви евангельских христиан-баптистов в Киргизии. В 2010 году Союз включал в себя около 50 церквей и более 70 групп. Общая численность евангельских христиан-баптистов в Киргизии - 2800-2900 членов.  Председатель Союза - Генрих Францевич Фот.

## История
Первыми евангельскими поселенцами в Киргизии были немцы-меннониты. Пять меннонитских семей под руководством Абрама Яковлевича Петерса с разрешения правительства 1 августа 1881 года выехали с юга Украины в направлении Ташкента. Они поселились на свободных землях в Таласской долине. 4 апреля 1882 года было образовано первое немецкое село Николайполь (ныне Ленинполь) и основана менонитская община.
1907 год считается датой зарождения евангельско-баптистского движения в столице Киргизии - Бишкеке. В этом году город из Оренбургской губернии приехал баптист Р. Г. Бершадский с женой. Ранее он проживал в селе Песчаном Киевской губернии, где он и его жена уверовали и приняли крещение. В 1908 году в Бишкек прибыла еще одна христианская семья: Л. И. Марудин с женой и дочерью. Марудины купили дом и стали проводить евангельские богослужения. Вначале на них приходили до десяти человек. Руководил этими маленькими собраниями Р. Г. Бершадский.
Вскоре дом Марудиных уже не мог вмещать всех желавших слушать Слово Божие, и небольшая община перешла в другое помещение. Руководство общиной принял верующий Ковтун, приехавший в Киргизию в 1913 году. Особое оживление в церковную жизнь внесло обращение в баптизм двух юношей – Ф. К. Пузанкова и П. Г. Халявкина. Они начали трудиться в общине проповедью и пением. Многие верующие последовали их примеру, и община в короткое время значительно возросла. В 1916 году церковь уже насчитывала более ста человек. Значительный рост церкви имел место в 1919 году, когда ею руководили Щетинин, Ф. К. Пузанков и П. Г. Халявкин.
К концу 1980-х церковь в городе Фрунзе (Бишкеке) насчитывала 1900 членов, из них две трети составляли русские, остальные немцы. В церкви было четыре хора: два русских и два немецких, в состав каждого хора входит около девяноста певцов. В 1975 году церковь построила вместительный дом молитвы.
Церкви в городах Канте и Токмаке имели к концу 1980-х по тысяче членов, в них преобладали верующие-немцы. Всего в Кыргызстане на конец 1980-х было 16 зарегистрированных церквей.
Старшими пресвитерами в Кыргызстане в Советское время были: В. И. Андреенко (1946 – 1956 годы); Н. А. Ядыкин (1957 – 1960 годы); М. С. Ващук (1960 – 1969 годы); Н. Н. Сизов (с 1969 года).

## Современная ситуация
После распада СССР и выделения в самостоятельное государство, Киргизия пережила экономические трудности и массовую эмиграцию русскоязычного населения (в том числе и советских немцев), среди которого было немало баптистов. Однако в 1990-х и начале «нулевых» годов церкви ЕХБ в Киргизии успешно развивались.
В 2003 году на съезде Союза ЕХБ Киргизии его председатель, Андрей Яковлевич Барг, озвучил такие цифры и факты. В 1993 году в Кыргызстане насчитывалось 19 церквей и 10 групп, в 2003 году — 50 церквей и 80 групп. Союзом была создана миссия милосердия «Луч надежды» и Бишкекская Библейская школа, в который за 10 лет получили образование 184 студента. Было приобретено 35 молитвенных домов; рукоположено 28 пресвитеров, 7 благовестников, 36 диаконов. В 2003 году в братстве насчитывалось 3170 членов церкви.
Во второй половине «нулевых» в Киргизии нарастала напряженность отношений между мусульманами и христианами из-за перехода этнических киргизов в христианство. Было отмечено несколько инцидентов, в том числе в Ошской области против баптистского пастора Зулумбека Сарыгулова, — 28 июля 2006 года около 80 мусульман ворвались толпой в баптистскую церковь в селе Кара-Кульджа, избили пастора и сожгли в церкви несколько экземпляров Библии.
В начале 2009 года, несмотря на протесты представителей ряда конфессий (включая ЕХБ), в Кыргызстане вступил в силу закон «О свободе вероисповедания и религиозных организациях в Киргизской Республике», усложняющий жизнь общин в стране. Так, для регистрации общины ей было необходимо иметь не менее 200 членов. Также закон ограничивал право военнослужащих соблюдать религиозных обряды; обязывал проводить производство религиозной экспертизы при ввозе и распространении литературы, печатных, аудио и видеоматериалов и других предметов религиозного назначения; запрещал распространять религиозную литературу в общественных местах и вводил другие ограничения. Еще до вступления закона в силу многие протестантские общины на местах столкнулись с проверками.
Через год, 7 апреля 2010 года в стране произошел государственный переворот. Ещё через два с лишним месяца, в июне, на юге страны произошли межнациональные столкновения между киргизами и узбеками, в результате погибли сотни людей, а сотни тысяч — остались без крова, еды и питья. В этой ситуации Всемирный баптистский альянс, Европейская баптистская федерация, Немецкий и Российский союзы оказали пострадавшим гуманитарную помощь, которую распределяли верующие Союза ЕХБ Кыргызстана.
К 2017 году евангельские христиане-баптисты в Киргизии продолжали испытывать трудности, в первую очередь, связанные с непримиримостью представителей ислама, а также с позицией представителей органов власти. В Киргизии баптистов приравняли к террористам.

## Международная деятельность
Союз ЕХБ Кыргызстана входит в Евро-Азиатскую федерацию союзов евангельских христиан-баптистов.
В то же время Союз не является членом таких организаций, как Всемирный баптистский альянс и Европейская баптистская федерация.